# Закоморный, Олег Георгиевич
Олег Георгиевич Закоморный (4 июля 1968, Новосибирск) — российский скульптор, график. Заслуженный художник Российской Федерации (2010), член-корреспондент Российской академии художеств.

## Биография
Родился 4 июля 1968 года в Новосибирске. Отец — Закоморный Георгий Леонидович инженер-строитель, мать — Закоморная Наталья Александровна инженер в области электроники. Через шесть лет семья переехала в Харьков, где Олег сначала ходил в изостудию при Дворце пионеров, а потом в детскую художественную школу. В 14 лет приезжает в Москву и сдаёт экзамены в Московскую среднюю художественную школу им. Н. В. Томского, где проучился с 1982 по 1986 год. В 1986 году поступил в Московский государственный академический художественный институт им. В. И. Сурикова. После перерыва на службу в армии (1987–1989) продолжил учёбу в институте у профессоров Льва Кербеля и Олега Комова.
Закоморный делает статуэтку-приз для балетной премии «Душа танца», учрежденной в 1994 году Министерством культуры и редакцией журнала «Балет». В 1995 состоялась первая персональная выставка, посвященная вручению приза «Душа танца», в Московском драматическом театре им. А. С. Пушкина.
Становится членом Московского Союза художников (1995), членом Творческого союза художников России (1996), членом Международного художественного фонда (1997). В 2010 году Олегу Закоморному присвоено звание заслуженного художника Российской Федерации. В 2011 он был избран член-корреспондентом Российской академии художеств.
С 2011 года Олег Закоморный проводит благотворительные занятия с детьми отделения врожденных пороков сердца в НЦССХ им. А. Н. Бакулева в сотрудничестве с Благотворительным фондом «Грани таланта» под патронатом РАХ.
В 2012 году награждён Почётной грамотой Московской городской думы «За заслуги перед городским сообществом». В 2013 году награждён юбилейной медалью в честь 75-летия Алтайского края за создание и установку монумента «Переселенцам на Алтай от благодарных потомков». В 2018 году награждён Серебряной медалью Российской академии художеств. В 2018 году награждён Благодарностью Московской городской думы «За заслуги перед городским сообществом и в связи с юбилеем».

## Творчество
Творческий диапазон художника очень широк: от рисунка до монументальной скульптуры. Это портреты, фигуры, анималистика, жанровые композиции, композиции-фантазии, мемориальные доски, садово-парковая скульптура. По мнению критика Ванслова Закоморному удалось возродить в отечественной скульптуре забытый жанр бытового детского портрета. За годы кропотливой работы художник выработал собственный характерный стиль, его произведения и монументальные, и камерные всегда узнаваемы. Бронзовые скульптуры изображают не просто объект, но объект в окружающем пространстве. Художник часто размещает фигуры на фоне ажурного рельефного панно (композиций из элементов природы: деревьев, облаков, воды и др.).

В искусстве Закоморного органично сосуществуют реализм и вымысел. По своему душевному складу и мироощущению он романтик… Его образы художественно очень убедительны, ибо они — его внутренняя реальность. И поэтому фигуры и образы, те, что живут в воображении, все же являются самыми реальными. И обе сферы духовного сознания — одна, творящая на основе чувственного опыта, и другая, исходящая из идеального объяснения окружающего мира, — объединяются в воображаемое единство, где художник является и поэтом, и свидетелем.— Искусствовед Григорий Климовицкий, 

Жанровое же решение детских образов… совершенно исчезло из нашего искусства последнего времени. О. Закоморный же их… возродил и применяет очень удачно. Его станковые скульптуры «Чуть не поймал», «Взрослая песня», «Мужичок с башмачок», «Большие друзья» и другие отличаются меткостью жизненных наблюдений, …художественной убедительностью и трогательностью, разнообразием и мастерством композиционных построений.— Искусствовед Виктор Ванслов, 

## Скульптурные и графические работы
- «Банька (Купание)». 2017; материал: бронза, литье, патинирование, камень; размеры: 86×55×18 см.
- «Февраль». 2017; материал: оргалит, пастель; размеры: 120×110 см.
- «Мать и дитя. Кормление». 2015; материал: бумага, графит; размеры: 100×70 см.
- «Просторы севера». 2012; материал: бронза, литье, патинирование; размеры: 56×95×25 см.
- «Болотная идиллия». 2011; материал: бронза, литье, патинирование; размеры: 40×48×70 см.
- «Не взяли». 2007; материал: бронза, литье, патинирование; размеры: 26×19×11 см.

## Альбомы
- Олег Закоморный. Скульптура, графика. — М., 2016, 322 с., ISBN 978-5-9908369-0-7
- Олег Закоморный. Скульптура, графика. — М., 2007, 131 с., ISBN 978-5-91400-001-8